# Антон, Адина
Адина Антон (рум. Adina Anton; род. 6 октября 1984, Питешти) — румынская легкоатлетка, специалистка по прыжкам в длину. Выступала на профессиональном уровне в 1999—2007 годах, чемпионка мира среди юниорок, обладательница бронзовой медали чемпионата Европы в помещении, чемпионка Балкан и Румынии, участница летних Олимпийских игр в Афинах.

## Биография
Адина Антон родилась 6 октября 1984 года в городе Питешти, жудец Арджеш.
Участвовала в крупных легкоатлетических турнирах национального уровня с 1999 года.
Первого серьёзного успеха на международном уровне добилась в сезоне 2002 года, когда вошла в состав румынской сборной и выступила на юниорском мировом первенстве в Кингстоне, где превзошла всех соперниц в зачёте прыжков в длину.
В 2003 году в той же дисциплине выиграла серебряную медаль на юниорском европейском первенстве в Тампере, стартовала на чемпионате мира в Париже.
В 2004 году заняла восьмое место на чемпионате мира в помещении в Будапеште, с личным рекордом 6,80 одержала победу на чемпионате Румынии в Бухаресте, была лучшей на чемпионате Балкан в Стамбуле. Благодаря череде успешных выступлений удостоилась права защищать честь страны на летних Олимпийских играх в Афинах — на предварительном квалификационном этапе прыгнула на 6,47 метра, чего оказалось недостаточно для выхода в финал.
В 2005 году завоевала бронзовые награды на чемпионате Европы в помещении в Мадриде и на молодёжном европейском первенстве в Эрфурте, была третьей на Кубке мира во Флоренции, выступила на чемпионате мира в Хельсинки, заняла четвёртое место на Всемирной Универсиаде в Измире.
В 2006 году прыгала в длину на чемпионате мира в помещении в Москве, стала четвёртой на Кубке Европы в Малаге, пятой на чемпионате Европы в Гётеборге.
В 2007 году среди прочего приняла участие в чемпионате мира в помещении в Бирмингеме. По окончании сезона завершила спортивную карьеру.